# مگنولیان
مگنولیان (نام علمی: magnoliids) نام یک کلاد از کلاد گیاهان گلدار است.